# 比拉马尔廷德瓦尔德奥拉斯
比拉马尔廷德瓦尔德奥拉斯，是西班牙加利西亚自治区奥伦塞省的一个市镇。总面积88平方公里，总人口2457人（2001年），人口密度28人/平方公里。